# علم (لوحة)
علم (بالإنجليزية: Flag)‏ هو لوحة فنية للفنان الأمريكي جاسبر جونز. تم رسم هذه اللوحة عندما كان جون في الرابعة والعشرين (1954-55)، بعد عامين من تسريحه من الجيش الأمريكي، كانت هذه اللوحة الأولى من بين العديد من الأعمال التي قال جونز إنها مستوحاة من حلم علم الولايات المتحدة في عام 1954. اللوحة التي اشتهر بها جونز.
تم شراء لوحة جاسبر جونز ذو الـ 48 نجمة من عام 1958 في عام 2010 من قبل مدير صندوق التحوط ستيفن إيه كوهين مقابل 110 ملايين دولار، مما يجعلها أغلى لوحة على الإطلاق لفنان على قيد الحياة.